# DDR-Forschung
Gegenstand der DDR-Forschung ist die Deutsche Demokratische Republik. Herrschaft, Politik, Gesellschaft, Wirtschaft, internationale Beziehungen, Kultur, Alltag und Geschichte dieses Staates stehen dabei im Zentrum. Sofern die Forschungstätigkeiten auf eine systematische Gegenüberstellung mit Verhältnissen in der Bundesrepublik abzielten, sprach man auch von der vergleichenden Deutschlandforschung. Bis 1990 lieferte die DDR-Forschung sowohl gegenwartsbezogene als auch historiografische Analysen. Nach der deutschen Wiedervereinigung gilt sie als Teil der Geschichtsschreibung zur deutschen und europäischen Zeitgeschichte.

## Ursprüngliche Ziele und Ansätze
Forschungsergebnisse waren und sind Material für politisch-erzieherische Zwecke im Rahmen der Schul-, Universitäts- und Erwachsenenbildung. Bis 1990 stellten die Forscher zudem Informationen für die Entscheidungsfindung bundesdeutscher Parlamente, Regierungen und Behörden sowie für Massenmedien bereit.
Die Interpretation der Entwicklung der DDR nach 1949 erfolgte vor allem vor dem normativen Hintergrund der Totalitarismustheorie, an der sich die Politik, die Parteien und ihre Stiftungen ebenso wie die wichtigsten Medien und die Wissenschaft spätestens seit dem Aufstand vom 17. Juni 1953 bis etwa 1969 überwiegend orientierten. Der vom Totalitarismusparadigma geprägten DDR-Forschung, die jährlich die Informationen für das Handbuch SBZ von A–Z produzierte und sich auch mittels zahlreicher anderer Medien direkt an die Öffentlichkeit wandte, standen seit Mitte der 1960er Jahre immer mehr Vertreter eines systemimmanenten beziehungsweise kritisch-immanenten Ansatzes gegenüber, der die Verhältnisse in der DDR (die noch bis etwa 1969 meist als Sowjetische Besatzungszone bezeichnet wurde) an den postulierten Maßstäben der SED maß und eine Trennung von Forschung und Werturteil (siehe Wertfreiheit) befürwortete.
Die DDR-Forschung wurde von einem seit 1952 bestehenden Forschungsbeirat für Fragen der Wiedervereinigung Deutschlands in Zusammenarbeit mit politischen Instanzen koordiniert. Dieser sollte ursprünglich die Voraussetzungen für eine Integration der SBZ in das politische und wirtschaftliche System der Bundesrepublik erkunden. Als diese Perspektive nach dem Bau der Berliner Mauer schwand, leitete der Beirat um 1969 eine Wende hin zur Grundlagenforschung ein, u. a. auch wegen der Kritik des Bundesrechnungshofs am geringen Umfang und der Ineffizienz bisherigen Tätigkeit des Beirats. Daher plante der Beirat, neben einer bereits bestehenden Reihe von Monographien im Jahr 1970 erstmals ein umfassendes DDR-Handbuch herauszugeben, das vor allem die wirtschaftlichen und sozialen Verhältnisse in der DDR an den eigenen Vorgaben messen sollte. Dieses angekündigte Buch erschien jedoch nicht. Die Herausgabe des schon während der Verhandlungen über den Moskauer Vertrag und den Grundlagenvertrag nicht mehr zeitgemäßen, weil propagandistisch allzu aufgeladenen Nachschlagewerks SBZ von A-Z durch das Bundesministerium für gesamtdeutsche Fragen wurde allerdings 1969 eingestellt.
Ein wichtiges Zentrum der DDR-Forschung war die Freie Universität Berlin. 1967 habilitierte sich hier Peter Christian Ludz mit seiner Studie Parteielite im Wandel als erster westdeutscher Wissenschaftler mit einem DDR-Thema und bezog eine deutliche Gegenposition zur Totalitarismusforschung. In der modernisierungstheoretisch angelegten Studie prognostizierte er, dass akademisch gebildete, pragmatisch orientierte Wirtschaftsexperten eine Gegenposition zur alten Parteiführung aufbauen würden, während diese an Einfluss verliere. Eine solche Entwicklung bestätigte sich in den 1970er Jahren jedoch nicht. 1975 gab Ludz mit Johannes Kuppe gemeinsam dann endlich das DDR-Handbuch heraus, dessen zweite Auflage 1979 herauskam.

## 1978–1990
In den späten 1970er-Jahren gewann die normativ orientierte Forschungsrichtung wieder an Bedeutung. Sie fand ihren Fokus in der 1978 gegründeten Gesellschaft für Deutschlandforschung, deren Gründung durch das Bundesministerium für innerdeutsche Beziehungen erfolglos verhindert werden sollte, um die Entspannungspolitik nicht zu beeinträchtigen. Die Forscher dieser Gruppe hielten am Totalitarismus-Paradigma fest. Sie fokussierten und dokumentierten vor allem die Nichteinhaltung von Menschen- und Bürgerrechten, vernachlässigten jedoch die Wirtschafts- und Sozialpolitik der DDR. Ihr Ansatz gewann unter der Regierung Helmut Kohl wieder an Reputation.
Kritiker warfen der bundesdeutschen DDR-Forschung vor, sie hätte das Ende der DDR nicht vorhergesehen. Dieser Vorwurf richtete sich sowohl an linke und liberale als auch an konservative Wissenschaftler und Publizisten, die sich teils von der Politisierung der von Günter Gaus so genannten „Nischengesellschaft“ in den 1980er Jahren überrascht zeigten. Dieses Modell diente zur Erklärung des Widerspruchs zwischen der behaupteten Ablehnung der DDR durch ihre Bevölkerung und der relativen Zufriedenheit, mit der ein großer Teil diese Bevölkerung in der DDR lebte. Den konservativen Wissenschaftlern wurde vorgehalten, sie hätten die sozialökonomischen Probleme der Vereinigung unterschätzt.
Außerhalb der Bundesrepublik wurden Forschungen zur DDR auch bei verschiedenen germanistischen und landeskundlichen Instituten im Ausland erstellt. In den Vereinigten Staaten etwa spielte dabei das jährliche New Hampshire Symposium on the German Democratic Republic (1977–1997) eine wichtige Rolle. Die zugehörigen Tagungsbände wurden bis zu ihrer Emeritierung von Margy Gerber von der Bowling Green State University herausgegeben.

## Seit 1990
Nach der Wiedervereinigung konzentriere sich die Forschung zunächst auf die Bewältigung der Probleme der Vereinigung. Dabei wurden vor allem von ordoliberaler Ökonomen viele Aspekte der Einigung aus heutiger Sicht falsch eingeschätzt, so z. B. der tatsächliche riesige Investitionsbedarf, da sie das Modell der Währungsreform 1948 vor Augen hatten. Das Gutachten über die Vorteile einer raschen Vereinigung für das Kanzleramt, mit dem 1990 der bis dahin als DDR-Forscher nicht hervorgetretene Hans Willgerodt beauftragt wurde, rechnete zwar mit einer starken Abwanderung, aber auch mit niedrigen Löhnen als einem Standortvorteil, die es ermöglichen würden, Produkte von DDR-Standorten westdeutscher Unternehmen zu exportieren, ohne dass es zu einer hohen Arbeitslosigkeit komme. Dieses Gutachten hat die Entscheidungen der Bundesregierung hinsichtlich der Vereinigung maßgeblich geprägt. Schon Mitte 1990 wurde jedoch deutlich, dass die Forscher über den wahren Zustand der DDR nicht annähernd informiert waren.
In den 1990er Jahren haben zwei Enquete-Kommissionen des Deutschen Bundestages wesentlich zur Initiierung historischer Forschung zur DDR beigetragen, zunächst die Enquete-Kommission „Aufarbeitung von Geschichte und Folgen der SED-Diktatur“, darauf folgend die Enquete-Kommission „Überwindung der Folgen der SED-Diktatur im Prozeß der deutschen Einheit“. Ihre Diskussionen und Ergebnisse wurden in zwei vielbändigen Print- und CD-ROM-Ausgaben veröffentlicht, die inzwischen auch im Internet vollständig zur Verfügung stehen. Eines der Resultate dieser Enquetekommissionen war ferner die Gründung der Bundesstiftung zur Aufarbeitung der SED-Diktatur. Seit Anfang des Jahrtausends spielt sie eine zentrale Rolle bei der Förderung eher zivilgesellschaftlich orientierten Forschung. Auf Länderebene sind in diesem Zusammenhang vor allem zu nennen die – jeweils unter leicht differierenden Namen auftretenden – Landesbeauftragten für die Aufarbeitung der SED-Diktatur. Im Bereich der wissenschaftlichen Forschung sind vor allem folgende Forschungseinrichtungen besonders aktiv: Die Abteilung Bildung und Forschung des Bundesbeauftragten für die Unterlagen des Staatssicherheitsdienstes (BStU) in Berlin, der Forschungsverbund SED-Staat an der Freien Universität Berlin, das Hannah-Arendt-Institut für Totalitarismusforschung in Dresden, dessen Gründung maßgeblich von DDR-Oppositionellen bewirkt wurde, das Institut für Zeitgeschichte München mit seiner Berliner Abteilung und das Leibniz-Zentrum für Zeithistorische Forschung in Potsdam. Daneben gibt es Lehrstühle an deutschen Universitäten sowie weitere außeruniversitäre Forschungseinrichtungen, die mehr oder weniger intensiv DDR-Forschung betreiben.
Heute befassen sich viele geschichtswissenschaftliche Arbeiten mit der Frage nach den Ursachen und Bedingungen der Wende sowie mit dem Ministerium für Staatssicherheit. Viele Forscher hielten jedoch auch nach 2000 am Totalitarismus-Paradigma fest, so z. B. Günther Heydemann am Hannah-Arendt-Institut. Insgesamt erreicht die Forschung heute ein höheres Niveau an Genauigkeit, Methodenvielfalt und Reflexion als vor 1990, was u. a. durch die bessere Quellenlage und der größere historischen Distanz bedingt ist. Dennoch gelang es bisher nicht, das Bild der DDR „auf eine allgemein anerkannte Formel“ zu bringen: „Da ist von einem totalitären bzw. posttotalitären Staat, von einem vormundschaftlichen Staat, von einem Versorgungsstaat oder von einem Ständestaat mit Kastenherrschaft die Rede, da spricht man von moderner Diktatur, Erziehungsdiktatur, von parteibürokratischer Herrschaft oder von einer Patrimonialbürokratie neuen Typs […]“.